# Ichthyophis beddomei
La cecilia di Beddome (Ichthyophis beddomei Peters, 1880) è un anfibio gimnofione della famiglia Ichtyophiidae, endemico dell'India.
L'epiteto specifico è un omaggio al naturalista inglese Richard Henry Beddome (1830–1911).

## Descrizione
Come tutti i gimnofioni ha un corpo cilindrico, privo di arti, segmentato. Ha una livrea bruno-violacea, più chiara nelle parti ventrali, con una linea gialla laterale che si estende dalla coda alla testa, continuandosi su entrambe le mandibole. 

## Biologia
È una specie ovipara, con uno stadio larvale acquatico. Gli adulti hanno abitudini fossorie e sono in particolare associati alla lettiera e all'humus della foresta tropicale.

## Distribuzione e habitat
È un endemismo della catena montuosa dei Ghati occidentali, nell'India meridionale (Maharashtra, Tamil Nadu, Karnataka e Kerala).